# عداد دوران

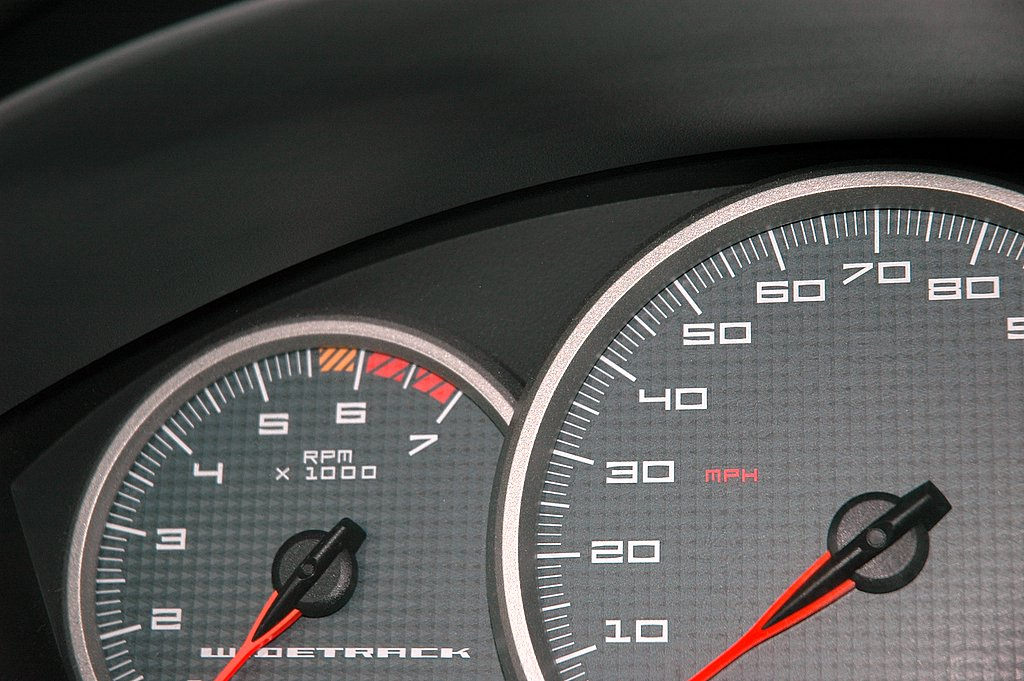
عداد الدوران سرعة القيادة.

عداد الدوران (بالإنجليزية: Tachometer)‏ جهاز لقياس السرعة عدد لفات الدوران، منه الميكانيكي والألكتروني، تناظريا أو رقميا.
 التاكوميتر تستخدم لقياس سرعة دوران العمود أو الدولاب، ويكون عادة بحساب عدد الدورات لكل دقيقة. وتُستَخدم التاكوميترات عادة لقياس عدد الدورات لكل دقيقة لماكينات السيارات والسفن والطائرات. وتوضح التاكوميترات قوة الماكينة وكفاءتها في تحويل الطاقة الكهربائية إلى حركة ميكانيكية.
يستخدم التاكوميتر طراز السحبعلى نطاق واسع في السيارات. ويتكون من المغناطيس الدائم الذي يُوصَل بالعمود المرفقي وقرص من الألومنيوم متصل بنابض بالقرب من المغناطيس.
ويتسبب دوران العمود المرفقي في دوران المغناطيس، وبذلك يولد مجالا مغنطيسياً دوارا. ثم يولد هذا المجال تيارات كهربائية خفيفة تدفع القرص للدوران. ومع ازدياد سرعة الآلة يزداد دوران القرص بدرجة متناسبة لدوران الآلة في الدقيقة على مؤشر في لوحة أجهزة القياس.
يقيس التاكوميتر الرقمي عدد الدورات في الدقيقة عن طريق نبض مصاحب لكل دورة للعمود المرفقي. ويوجد عداد يحسب عدد الذبذبات في الدقيقة والتي تساوي عدد الدورات في الدقيقة. ويتوفر من أجهزة التاكوميتر الرقمي «المُستخدم في قياس سرعة دوران الموتور» أنواع عديدة من حيث أسلوب القياس.

## الأنواع
ثمة هناك العديد من اجهزة القياس أو العدادات عن بعد أو اليدوية أو الثابتة.

### أنواع أجهزة القياس عن بعد
1. مقياس عن بعد التناظري
2. مقياس الرقمي عن بعد
3. مقياس عن بعد رقمي ميكانيكي
4. عداد المسافات البصري
5. مقياس عن بعد بالأشعة تحت الحمراء
6. أجهزة القياس عن بعد بالأشعة تحت الحمراء والميكانيكية
7. عداد الدوران المغناطيسي[3]

### عداد بالأشعة تحت الحمراء (الليزر) rangefinder
ويستخدم هذا الجهاز مستشعرات دقيقة وحساسة لمقياس سرعة الدوران بالأشعة تحت الحمراء وضوء الليزر لإظهار أعلى دقة وسرعة في القياسات.في بعض الأحيان يتم تسويق أجهزة الاستشعار عن بعد كوحدات قياس عن بعد للأغراض التعليمية. في أجهزة قياس سرعة الدوران هذه يجب تثبيت جسم عاكس للضوء على العمود المطلوب. يضيء مقياس سرعة الدوران شعاع ليزر على العمود وفي كل مرة يمر فيها الجسم المركب تحت ضوء الليزر يصل انعكاسه إلى مقياس سرعة الدوران وبالتالي يقيس سرعة العمود.

### عداد بالأشعة تحت الحمراء
نفس نظرية عمل الـ Laser Tachometer غير أن وسيلة الكشف عن عدد اللفات هي الأشعة تحت الحمراء (infrared)

### عداد بالأشعة تحت الحمراء والميكانيكية
تعد أجهزة القياس عن بُعد التي تعمل بالأشعة تحت الحمراء والميكانيكية نوعًا مزدوج الوظائف وأكثر تقدمًا من الأنواع السابقة من أجهزة القياس عن بُعد، والتي تُستخدم في قياسات مختلفة من خلال وجود مستشعرات الأشعة تحت الحمراء المزودة بضوء الليزر والتوصيلات الميكانيكية.

### عداد بأشعة الليزر
ويستخدم هذا النوع شعاع ليزر لقياس عدد اللفات عن طريق تثبيت لاصقة (ذات لون فضي في أغلب الأحيان) على محور الدوران ويتم توجيه شعاع الليزر على محور الدوران وعند دوران محور دواران الموتور، تدور معها الاصقة وتقطع شعاع الليزر مع كل لفه ويتم عرض عدد اللفات على شاشه رقميه لجهاز التاكوميتر

### عداد التناظري الميكانيكي

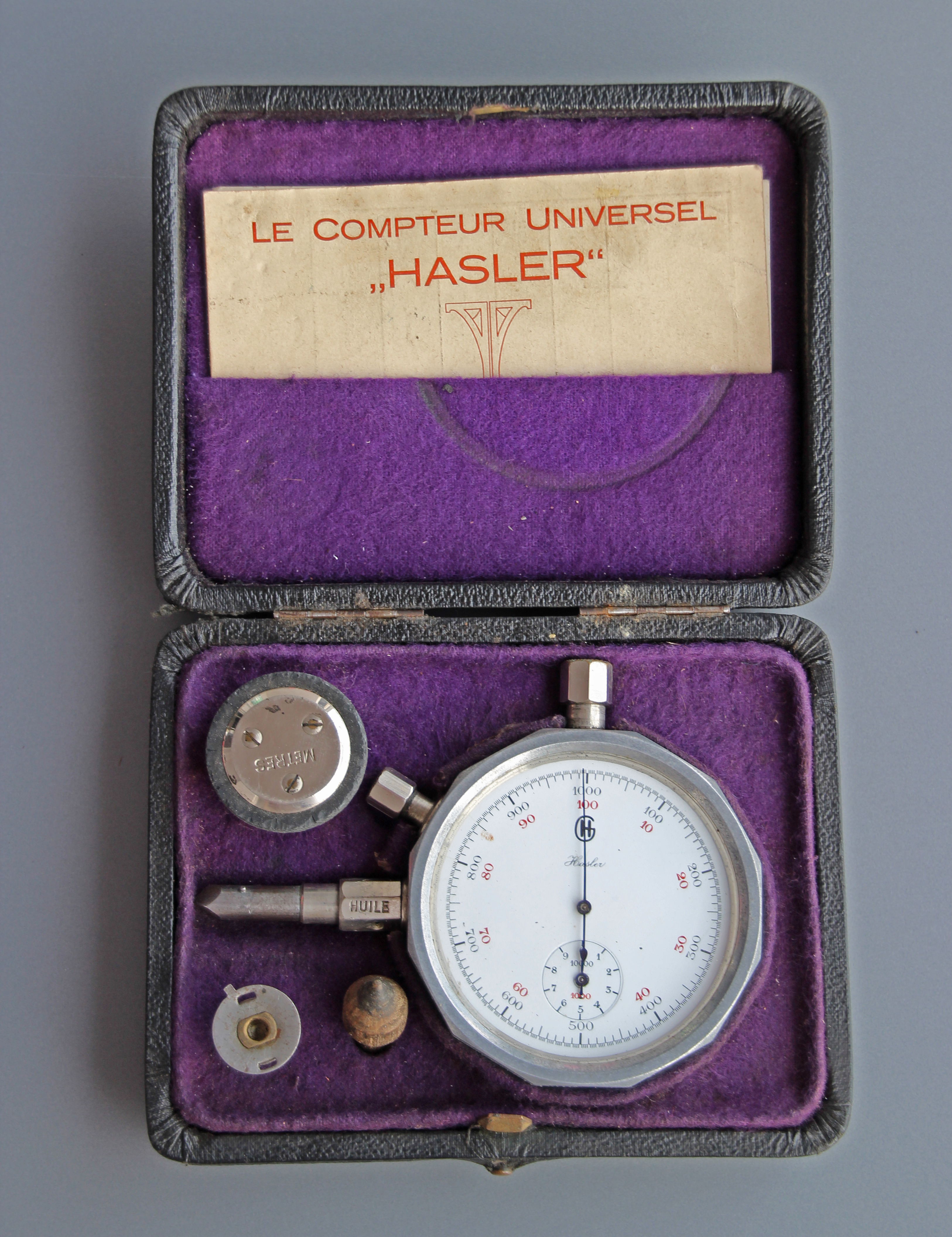
عداد يدوي (محمول) Hasler universal counter.

### عداد متصل

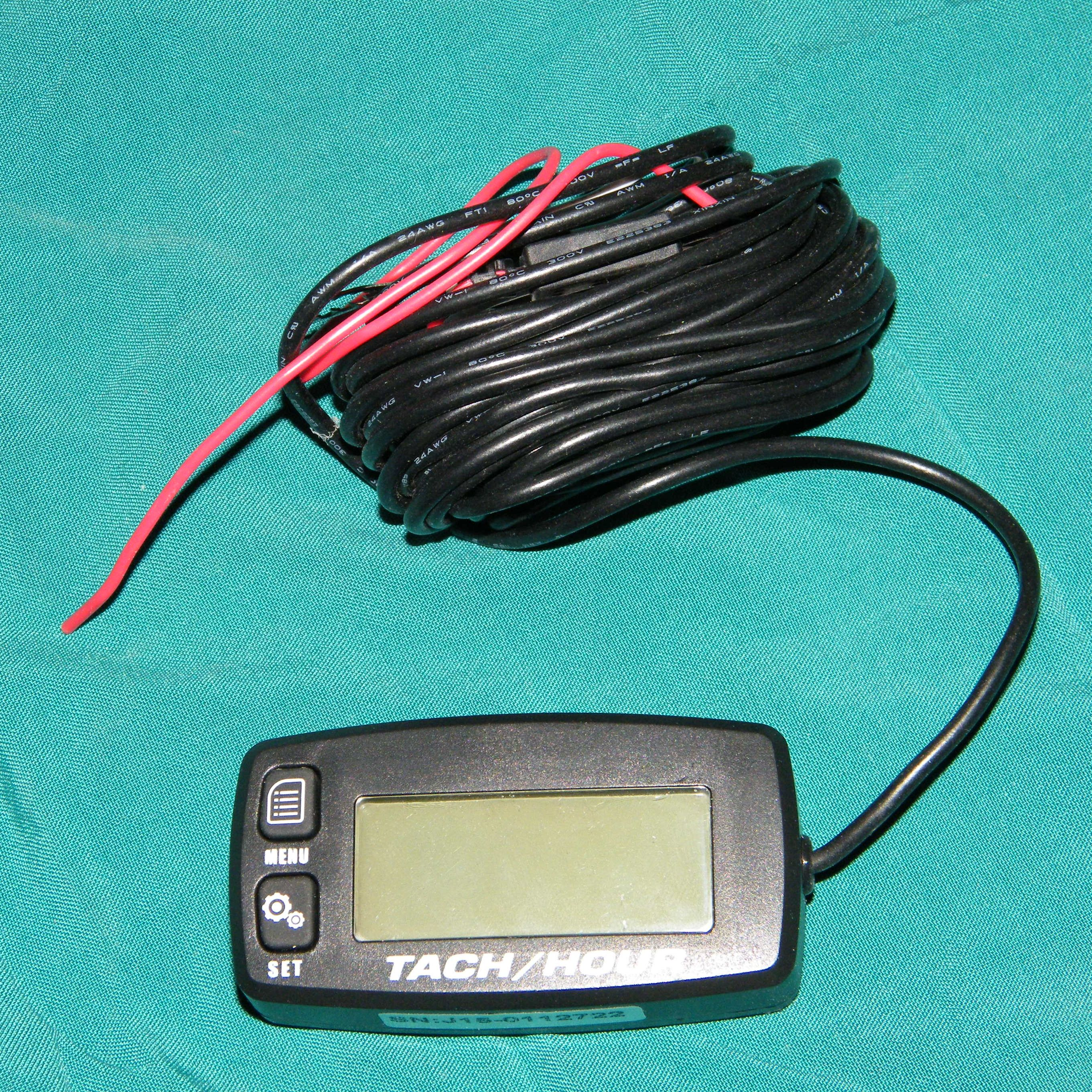
مقياس سرعة الدوران الإلكتروني لعدم الاتصال للمحرك الخارجي. يتم لف السلك الأحمر لمقياس سرعة الدوران حول عزل سلك الجهد العالي إلى شمعة الإشعال. يمكن للجهاز أن يعمل كمقياس للساعة. مناسب أيضًا لمحركات البنزين الأخرى.

يختلف هذا النوع عن النوعين السابقين حيث يم قياس عدد لفات الموتور عن طريق مُلامسة العضو الدوار لجهاز التاكوميتر بالعضو الدوار للموتور ومع كل لفة لمحور المحرك يلف معه العضو الدوار في الجهاز لكن يعيب هذا النوع عدم الأمان وأيضاً عدم الدقة نتيجة لإمكانية حدوث انزلاق بين طرفي التلامس نتيجة لعدم الضغط بالقوة الكافية.
وفي بعض الآلات ذات السرعة العالية نسبيا، يمكن استخدام تاكوميتر مكوّن من مجموعة من قصبات متذبذبة تشبه أسنان المشط. وتتذبذب كل قصبة واحدة عند كل تردد. وعن طريق تحديد القصبة المهتزة يمكن للشخص معرفة سرعة دوران الماكينة. وتستخدم تاكوميترات القصبة في التربينات البخارية والآلات.

وعادة ما يستخدم التاكوميتر الكهربائي في الطائرات. ويتكون من مولِّد فولتية يُدار بوساطة محرك ويتصل بفولتميتر عن طريق أسلاك؛ ويبين الفولتميتر عدد الدورات في الدقيقة.